# Mustela kathiah
La donnola dal ventre giallo (Mustela kathiah Hodgson, 1835) è un carnivoro asiatico della famiglia dei Mustelidi.

## Descrizione

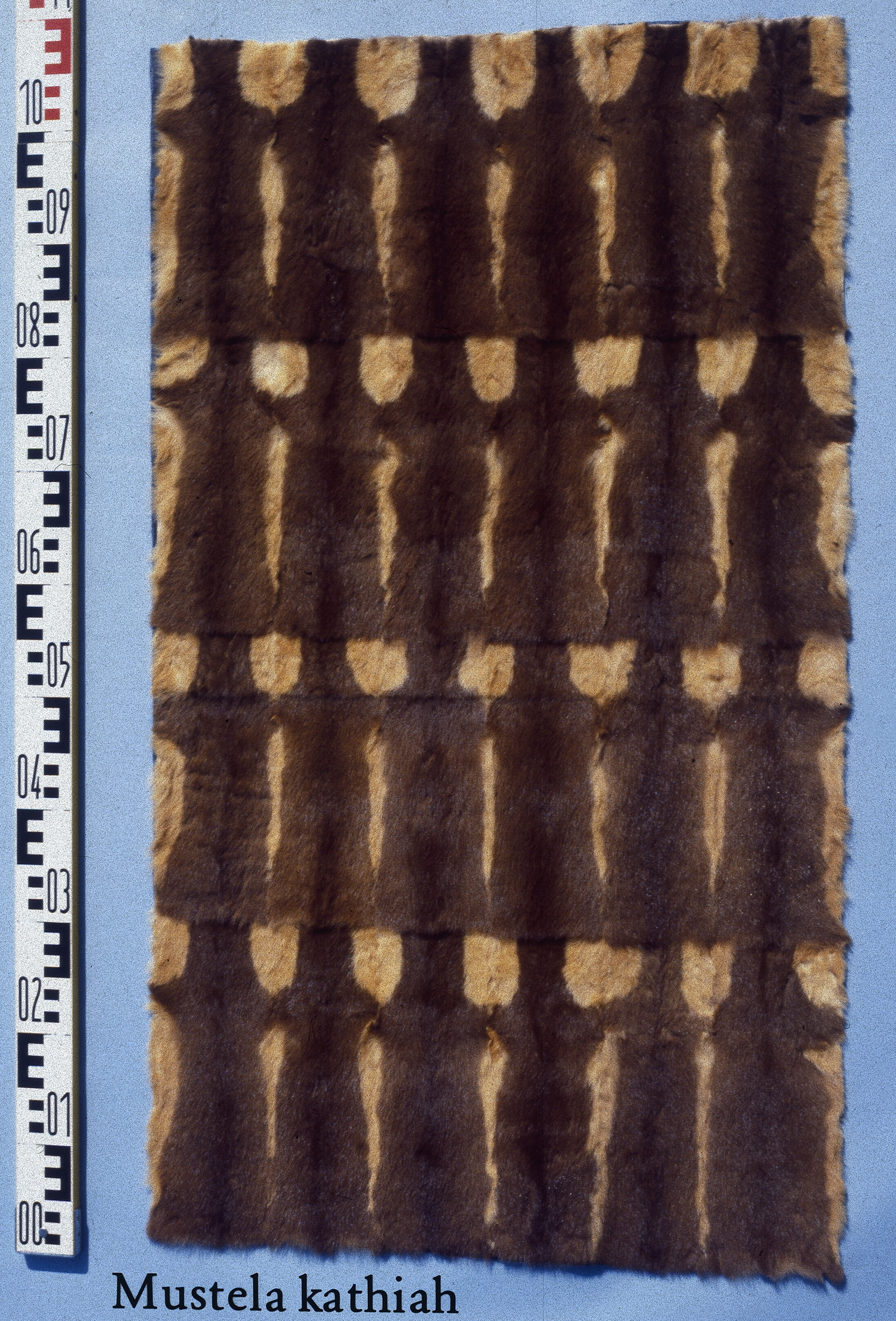
Pelli di donnola dal ventre giallo.

La donnola dal ventre giallo si differenzia dalle altre donnole per avere una coda relativamente lunga. Presenta un mantello di colore marrone scuro sulle regioni superiori e giallo su quelle inferiori. Labbra e gola sono biancastre; un'altra caratteristica peculiare della specie è quella di avere le piante delle zampe posteriori prive di peli. Ha una lunghezza testa-corpo di 25–27 cm e una coda di 13–15 cm.

## Distribuzione e habitat
La donnola dal ventre giallo vive nelle regioni montuose asiatiche ad altitudini comprese tra i 1800 e i 4.000 m. Nell'Himalaya nepalese è stata rinvenuta anche a 4.880 m di quota. Il suo areale si estende dalla regione himalayana fino alla Cina meridionale e al Sud-est asiatico.

## Biologia
Come la maggior parte delle donnole, anche quella dal ventre giallo conduce vita prevalentemente crepuscolare o notturna ed è probabilmente solitaria. Le sue tane sono state trovate sotto le radici degli alberi, tra le rocce, nelle cavità degli alberi e nelle dimore abbandonate da altri tipi di animali. La sua dieta consiste principalmente da piccoli mammiferi come topi, ratti e arvicole, ma cattura anche uccelli.

## Tassonomia
Gli studiosi riconoscono due sottospecie:
- M. k. kathiah Hodgson, 1835 (Regione himalayana, Cina meridionale e Sud-est asiatico);
- M. k. caporiaccoi de Beaux, 1935 (Jammu e Kashmir).

## Conservazione
In alcune regioni la donnola dal ventre giallo viene tenuta come un animale da compagnia, perché consuma un gran numero di roditori ritenuti nocivi. È piuttosto comune e non figura tra le specie in via di estinzione.